# Rybitwa bengalska

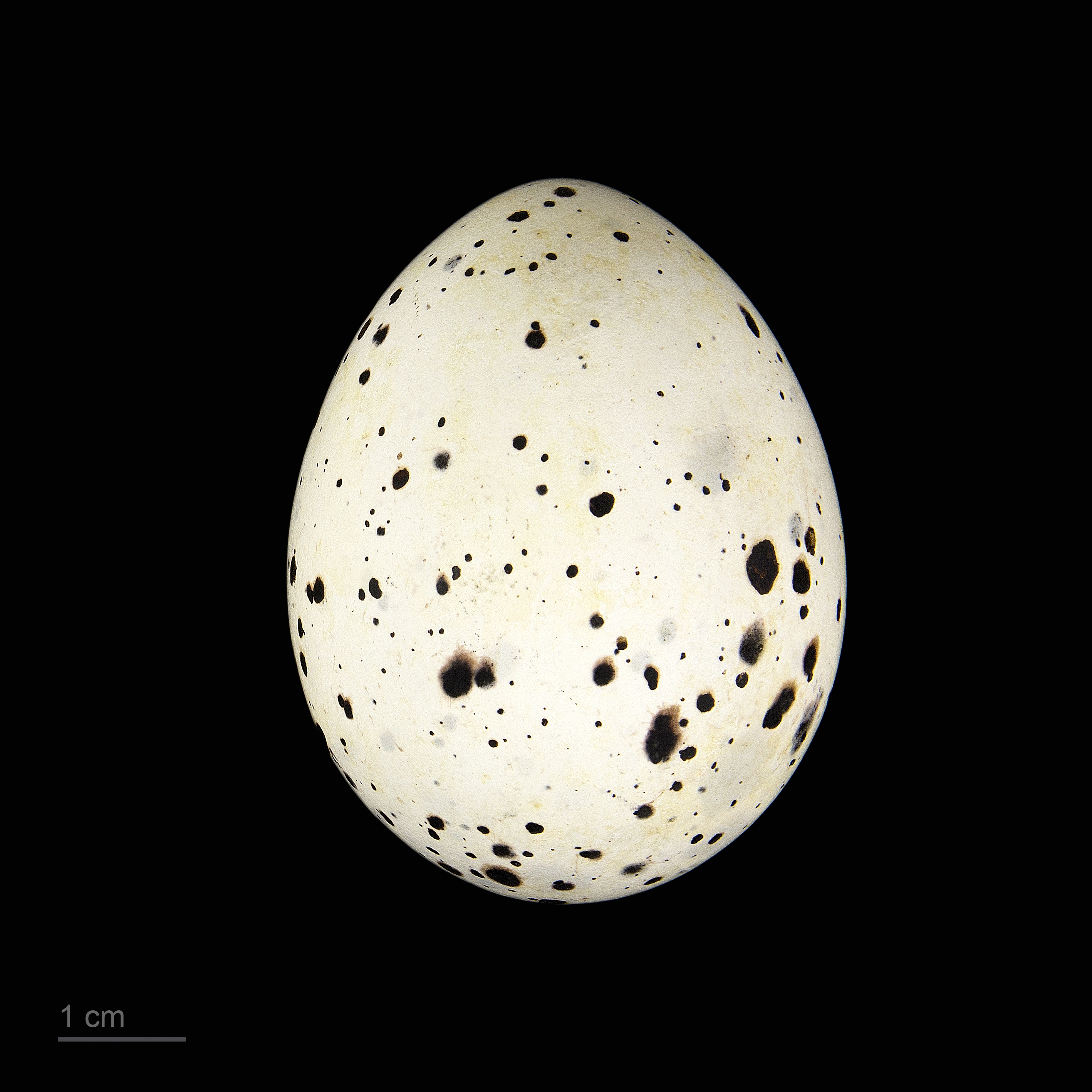
Jajo z kolekcji muzealnej

Rybitwa bengalska (Thalasseus bengalensis) – gatunek średniej wielkości ptaka z rodziny mewowatych (Laridae). Jest podobna do rybitwy czubatej, ale ma żółtopomarańczowy dziób. W Europie rozmnaża się sporadycznie, we Włoszech w parach mieszanych z rybitwą czubatą.

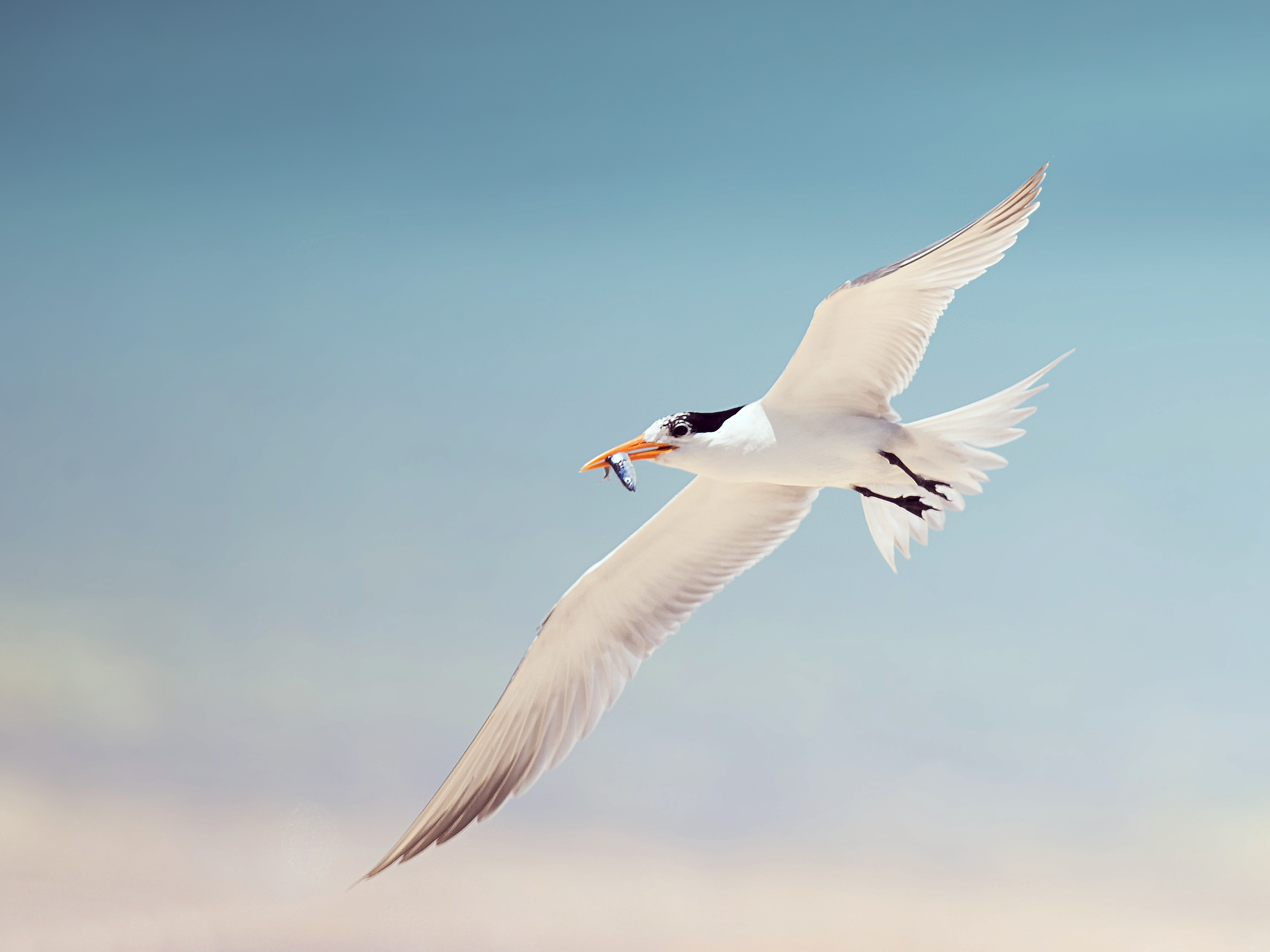
Rybitwa bengalska w locie

MorfologiaDługość ciała 35–43 cm; rozpiętość skrzydeł 88–105 cm, masa ciała 185–242 g.
PodgatunkiMiędzynarodowy Komitet Ornitologiczny (IOC) wyróżnia trzy podgatunki T. bengalensis:
- T. b. bengalensis (Lesson, 1831) – Morze Czerwone i Ocean Indyjski
- T. b. emigratus (Neumann, 1934) – Libia i Zatoka Perska
- T. b. torresii Gould, 1843 – Australazja

Populacje z Morza Śródziemnego i Zatoki Perskiej niekiedy zaliczane do podgatunku T. b. par.
RozródLęgnie się w dużych koloniach o dużym zagęszczeniu gniazd, często wraz z innymi gatunkami rybitw. Kolonie umiejscowione są na przybrzeżnych wyspach, wyspach koralowych czy piaszczystych łachach. Gniazdo to wydrapany dołek w piasku lub wśród muszelek, bez żadnej wyściółki. W zniesieniu jedno jajo, rzadko dwa. Wysiadywanie trwa 21–26 dni, niekiedy do 30 dni. Pisklęta są w pełni opierzone po 30–35 dniach od wyklucia.
Status
IUCN uznaje rybitwę bengalską za gatunek najmniejszej troski (LC, Least Concern). Globalny trend liczebności uznawany jest za stabilny, choć u niektórych populacji nie jest on znany.